# Зингер, Исидор
Исидор Зингер (1859—1939) — крупный американский издатель и публицист австро-венгерского происхождения; по образованию — философ. Организатор издания первой еврейской универсальной энциклопедии — 12-томной «Jewish Encyclopedia» (изд. «Funk and Wagnalls Company»; Нью-Йорк, 1901—1906).

## Биография
Исидор Зингер родился в 1859 году в Вейскирхене (Моравия).
По окончании философского факультета в Вене в 1884 году, основал журнал «Allgemeine Oesterreichische Literaturzeitung», который был им прекращён в 1887 году, когда Зингер занял место секретаря и библиотекаря французского посла в Вене, графа Фуше де Карея.
Отправившись в 1891 г. вместе с графом в Париж, Зингер был назначен одним из редакторов бюро печати при французском министерстве иностранных дел и в 1893 году стал издавать газету «La Vraie Libre Parole», задачей которой было бороться с «La Libre Parole» известного антисемита Дрюмона; на первых порах газета вызвала шум, но вскоре стала терять своё значение.
В 1895 году Зингер отправился в Нью-Йорк и задумал издавать «The Encyclopedia of thе History and Mental Evolution of thе Jewish Race» (Энциклопедию истории и ментальной эволюции еврейской расы); впоследствии он осуществил своё намерение в виде издания «The Jewish Encyclopedia» (1901—1906), легшей в основу российской Еврейской энциклопедии Брокгауза и Ефрона (1908—1913).
Будучи главным директором издательства «Singer and Co.», Зингер издал, помимо «Jewish Encyclopedia», также «International Insurance Encyclopedia», «Who’s Who in Insurance» и некоторые другие справочники.

## Труды
Как публицист Зингер был очень плодовит и выступал по различным вопросам, более всего против антисемитизма. Работы по еврейству:
- «Berlin, Wien und der Antisemitismus», 1882;
- «Presse und Judenthum», 1882;
- «Sollen die Juden Christen werden?» (1884, с предисловием Эрн. Ренана);
- «Briefe berühmter christlicher Zeitgenossen über die Judenfrage», 1884;
- «Auf dem Grabe meiner Mutter» (1888, евр. перевод сделан Соломоном Фуксом);
- «La question juive», 1893; «Anarchie et antisémitisme», 1894;
- «Der Juden Kampf ums Recht», 1902;
- «Russia et the bar of the american people» (1904) — описание кишинёвского погрома и отношение к нему американского общества;
- «Jacob H. Schiff and the Zionists — Rabbi and Pope», 1907;
- «The Jews and Jesus», 1908.

Кроме работ о еврействе Зингер написал ещё несколько произведений на политические и педагогические темы, например:
- «La prestige de la France», 1889;
- «Die beiden Elektren — humanistische Bildung und der klassische Unterricht».